# Confédération de Bar

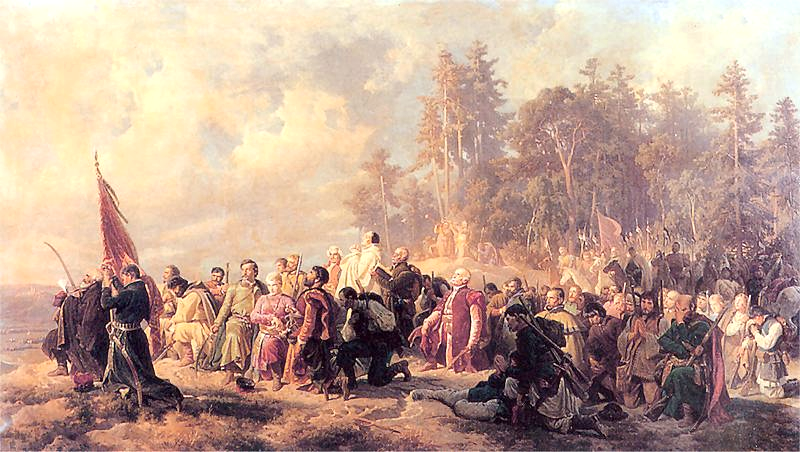
Prière des confédérés de Bar avant la bataille de Lanckorona. Peinture par Artur Grottger.

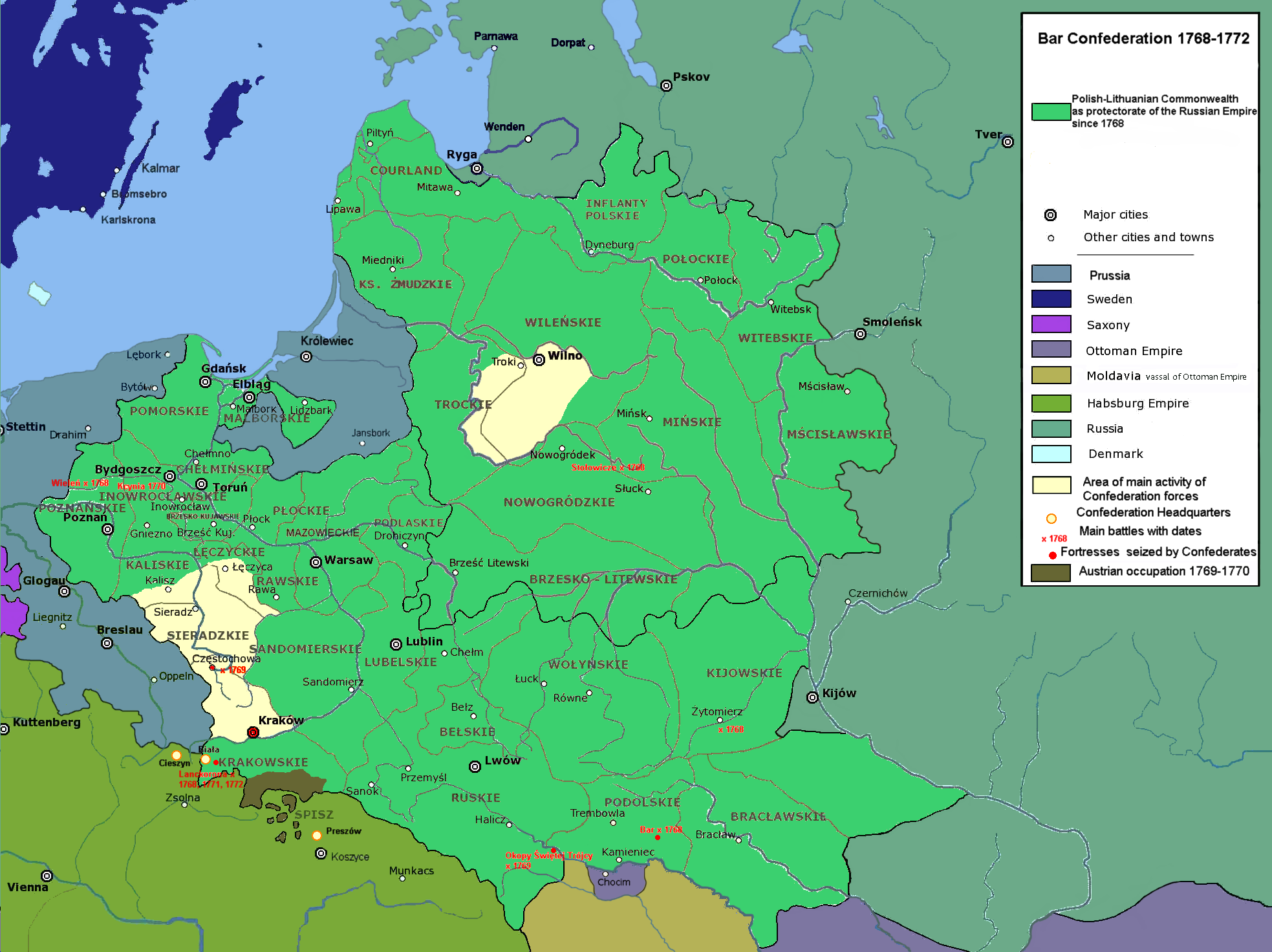
Aires d'influence de la Confédération de Bar 1768-1772.

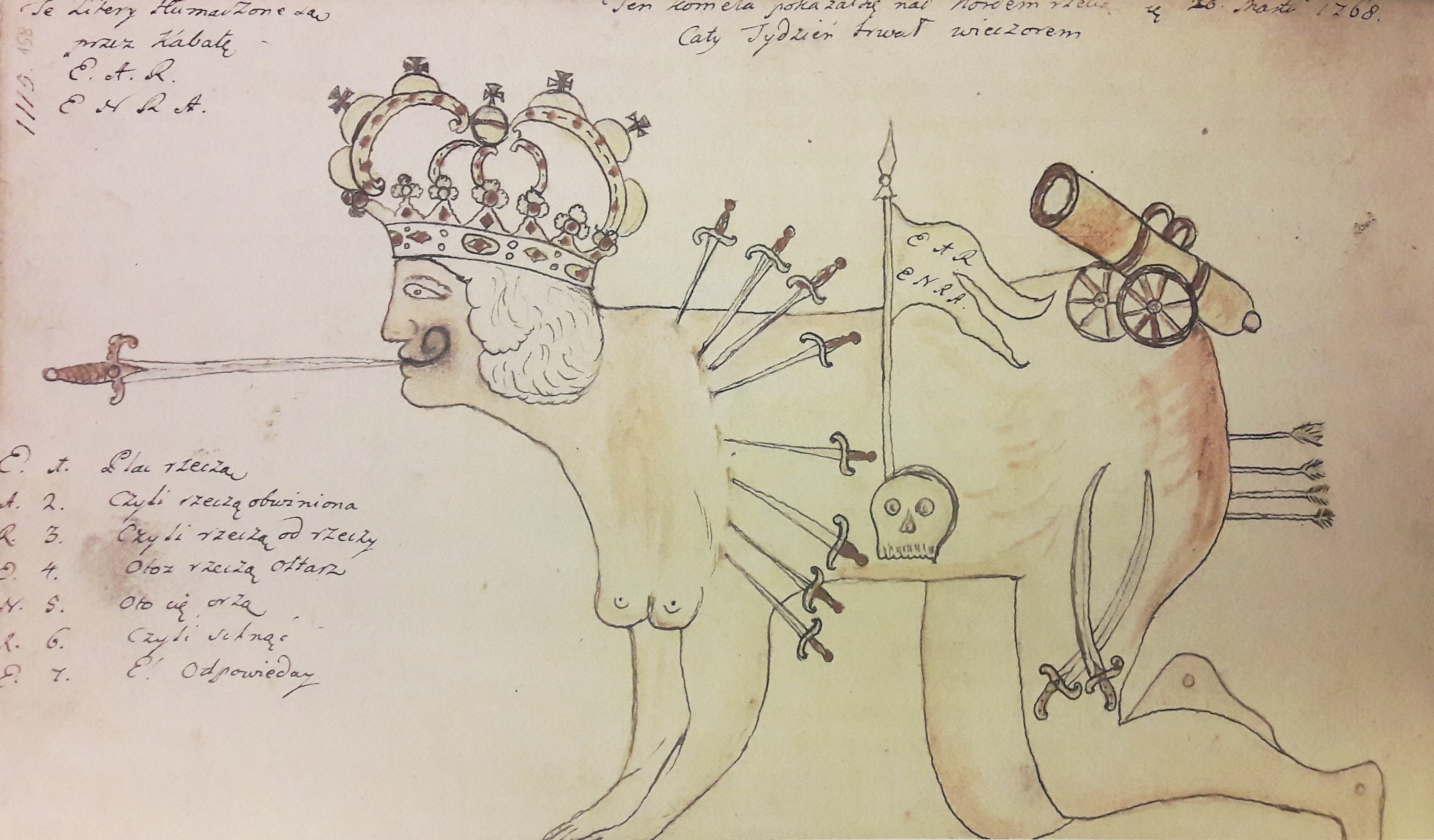
Caricature de Catherine II de Russie, un dessin du journal de Silva Rerum pour les années 1768-1772 concernant la confédération de Bar.

La confédération de Bar (en polonais : Konfederacja barska) est une ligue formée le 29 février 1768 dans la forteresse de Bar en Podolie, alors province polonaise, par un groupe de gentilshommes polonais afin de s'opposer à l'influence de la Russie dans leur pays et de lutter contre le roi Stanislas II, qu'ils considèrent comme une créature de la Russie, un dirigeant faible et sans volonté d'indépendance. 
Les Confédérés s'emparent de plusieurs villes et forteresses. D'autres aristocrates opposés à la Confédération demandent le soutien de la Russie et de la Prusse, tandis que les Confédérés reçoivent l'aide de l'Autriche, ce qui donne à tous ces pays un prétexte pour intervenir militairement ; la France intervient aussi en faveur des Confédérés. 
La guerre dure jusqu'en 1772 ; la défaite de la Confédération a pour conséquence le premier partage de la Pologne.

## Les origines

### Le contexte international: l'alliance russo-prussienne (1764)
Accédant au trône en janvier 1762, le tsar Pierre III, admirateur de Frédéric II, met fin aux hostilités contre la Prusse (dans le cadre de la guerre de Sept Ans) et lui permet de reprendre l'ascendant sur l'Autriche. Le 5 mai 1762, un traité de paix est signé entre la Prusse et la Russie (traité de Saint-Pétersbourg (en)). 
Catherine II, qui prend le pouvoir en juillet 1762, poursuit la politique de son époux ; un traité d'alliance est conclu avec la Prusse le 11 avril 1764. Ce traité comporte des clauses concernant la Pologne, dont le roi Auguste III est mort en octobre 1763 et qui se trouve en phase d'interrègne : 
- soutien à la candidature de Stanislas Poniatowski ;
- soutien aux revendications des Polonais protestants et orthodoxes.

### La question religieuse
Après la Réforme, la Pologne apparaissait comme un des rares États où régnait la tolérance religieuse.   
La lutte pour l'égalité politique des dissidents de la république des Deux Nations a été présentée à l'opinion occidentale comme une bataille pour la tolérance, question extrêmement à la mode dans les cercles des élites des Lumières. Mais l'égalité politique est une chose complètement différente de la tolérance : si la république des Deux Nations continuait de respecter la tolérance religieuse, c'est-à-dire autoriser d'autres croyances aux côtés de la religion catholique officielle, certains droits politiques (dont celui de siéger au Sejm) avaient été limités pour les non-catholiques dans les années 1717-1736. L'égalité politique au xviiie siècle n'existait dans aucun pays européen : même dans le pays le plus éclairé, l'Angleterre, les catholiques n'avaient aucun droit politique.  
La Prusse et l'Autriche, voulant diviser la Pologne pour l'affaiblir, y favorisent les dissensions en s'ingérant dans sa politique intérieure. Pour ce faire, ils décident de soutenir les revendications d'égalité des droits de toutes les confessions chrétiennes.

### La candidature et l'élection de Stanislas Poniatowski
La Prusse et la Russie ont décidé de mettre fin en Pologne (la république des Deux Nations, qui a un système de monarchie élective) à la dynastie des électeurs de Saxe (Auguste II et III), liée à l'Autriche et impopulaire en Pologne. 
Leur choix s'est porté sur un noble polonais d'assez haut rang, Stanislas Poniatowski (1732-1798), qui a vécu à Saint-Pétersbourg et a été un moment l'amant de Catherine, avant qu'elle devienne la tsarine.  
Il fait aussi partie d'une famille liée à la faction (la Familia) constituée autour des Czartoryski, des Zamoyski, et des Potocki, faction favorable à des réformes dans le fonctionnement de l'État polonais, mais qui est aussi russophile, pensant que la Russie est la puissance la moins dangereuse pour la Pologne. 
Après une longue période de campagne électorale, Stanislas Poniatowski est élu en novembre 1764 sous le nom de Stanislas II Auguste.

### Les premières confédérations (1767)
Redoutant le renforcement de l’État polonais au détriment de sa propre influence, Catherine II, par l'intermédiaire de son ambassadeur à Varsovie, Nicolas Repnine, espérait renforcer son camp politique en Pologne, gagner la reconnaissance des Russes eux-mêmes, en particulier de l'Église orthodoxe, ainsi que les applaudissements de l'Europe éclairée dont beaucoup de représentants, en particulier Voltaire, œuvraient à façonner de l'Impératrice russe l'image d'une monarque promotrice du progrès et de la tolérance religieuse (!). Bien que leur situation ait été bonne par rapport à d'autres pays européens, les « dissidents » polonais (non-catholiques), encouragés par des représentants des pays voisins non-catholiques, exigèrent non seulement la tolérance religieuse, mais aussi l'égalité des droits politiques, ce qui aurait été un cas unique à l'échelle européenne. Dans une situation où le principe du « liberum veto » était en vigueur au parlement polonais, la noblesse catholique aurait pu ainsi facilement se retrouver dépendante du consentement des dissidents et de leurs protecteurs étrangers, principalement la Russie. 
En 1767, l’ambassadeur russe pousse, avec l’aide de la Prusse, à la formation de deux confédérations de nobles dissidents : la confédération de Słuck (pl) pour les orthodoxes, sous protection russe, et la confédération de Toruń (pl) pour les protestants, sous protection prussienne. 
Repnine suscite aussi la formation de la confédération de Radom, qui regroupe des nobles catholiques conservateurs, hostiles aux réformateurs et au roi, dont ils réclament l’abdication.   

### La Diète de Repnine (1767-1768) et ses suites
La Diète de Repnine (1767-1768) est ainsi appelée parce que l'ambassadeur russe y obtient le vote de l'égalité des droits politiques pour les orthodoxes et les protestants, faisant de Catherine II la garante des lois et libertés polonaises. Mais Stanislas II est maintenu sur le trône, tandis que les leaders catholiques conservateurs sont victimes d’arrestations et de déportations de la part des Russes. Cette situation et la brutalité des troupes russes conduisent à la formation d’une nouvelle confédération au nom de la foi et de la patrie : la confédération de Bar.

## La Confédération de Bar

### Mise en place
Le 29 février 1768, dans la forteresse de Bar (province de Podolie), située à seulement 70 km de la frontière ottomane, un certain nombre d'opposants à l'assujettissement de la Pologne au protectorat russe signent un « acte de confédération », notamment Józef Pułaski, Michel Krasinski et Kajetan Sołtyk, auxquels se joignent ensuite Charles Radziwill et Joachim Potocki, puis d'autres. 
Le but exprimé de cette confédération est de défendre « la foi et la liberté » (wiara i wolność), ce qui reste assez vague.
Le 3 mars est établie l'union militaire de la Confédération, dont les membres prêtent serment.  
Le porte-parole des confédérés est un prédicateur de l'ordre des Carmes, Marek Jandołowicz (pl). Ils sont hostile aux réformateurs et aux Russes, et en conséquence à celui qui semble avoir été l’allié des premiers avant de rejoindre les seconds, le roi, qui continue de prôner des réformes en accord avec Catherine II.  
Le 23 mars, le Sénat de la République adopte une résolution faisant appel à l'aide militaire de la Russie pour combattre la Confédération de Bar.
Celle-ci se renforce cependant grâce à l'adhésion de plusieurs confédérations locales, notamment celle de Cracovie, créée le 21 juin 1768 par Michel Czarnocki (pl), qui devient maréchal de la Confédération de Bar à Cracovie.

### Le déroulement du conflit

#### Le début de la guerre (1768)
Les Confédérés prennent au départ le contrôle de plusieurs places. 
Dès le mois de mai, leur mouvement est perturbé par une révolte de la paysannerie ukrainienne, hostile à la fois aux propriétaires polonais (ou polonisés) et aux Juifs (la Kolyivchtchyna). 
Sur le plan militaire, l'année 1768 est marquée par trois campagnes des troupes russes :
- en Podolie, où Bar est prise le 19 juin, avec la participation de troupes polonaises loyalistes commandées par Branicki (les confédérés présents à Bar se replient alors à Khotyn, près de la Moldavie qui appartient à l'Empire ottoman) ;
- puis en Petite-Pologne, où Cracovie est reprise le 22 août après un mois de siège par Alexandre Souvorov ;
- enfin en Biélorussie : prise de Niasvij le 16 octobre.

Frédéric II de Prusse, invoquant des raisons de sécurité, fait entrer des troupes en Prusse polonaise (les régions au sud de Danzig, qui séparent le Brandebourg de la Prusse-Orientale).

#### La fin de l'année 1768: l'élargissement du conflit
La fin de l'année est marquée par l'intervention des adversaires de la Prusse et de la Russie. À la suite d'un incident frontalier grave, l'incendie de la ville frontalière ottomane de Balta par des troupes russes ou alliées aux Russes en représailles de l'asile donné à des Confédérés en retraite, la Turquie, poussée par la France, envoie un ultimatum à la Russie demandant l'évacuation de la Pologne, puis lui déclare la guerre le 6 octobre (sixième guerre russo-turque, 1768-1774). La France entre en pourparlers avec la Confédération, dont le représentant à Paris va être Michel Wielhorski. L'Autriche apporte aussi son soutien aux insurgés.
La France conditionnant son aide à la mise en place d'un organisme central, celui-ci est créé le 31 octobre à Biała, au sud-ouest de Cracovie, par Adam Stanislas Krasinski, évêque de Kamieniec-Podolski : le Conseil général de la Confédération (Rada Generalna Stanów Skonfederowanych), en abrégé la Généralité (Generalność), représentant 66 confédérations locales. À partir de décembre 1769, la Généralité s'installe en territoire autrichien, à Prešov (Preschau) ; puis à Cieszyn (Teschen) en 1771.
Les responsables militaires alors désignés sont : Michel Jean Pac (en) (1730-1787), maréchal pour le grand-duché de Lituanie ; Joseph Sapieha, régimentaire pour la Lituanie ; Michel Krasinski, frère d'Adam, maréchal pour le royaume de Pologne ; Joachim Potocki, régimentaire pour le royaume de Pologne.

#### 1769
Le déroulement du conflit est marqué par une série de combats opposant des troupes souvent modestes (quelques milliers d'hommes). 
Au printemps 1769, près du village de Barwinek (Basses-Carpathes), a lieu un rassemblement de troupes confédérées, avec Jerzy Marcin Lubomirski et surtout Casimir Pulaski, qui lance un appel au soulèvement de la noblesse de la région, puis s'engage dans une opération de cavalerie au cours de laquelle ont lieu les batailles de Krosno (6 avril) et d'Iwla (8 avril). Au mois d'août, le château Lubomirski (pl) à Rzeszów est assiégé par les Russes qui s'en emparent le 12. Peu après, un cousin de Casimir Pulaski, François, meurt des suites de la bataille de Lesko (8 août). Le 15 septembre, c'est un de ses frères, François Xavier, qui est tué lors de la bataille de Łomazy. 

#### Les années 1770-1772
On peut noter : la bataille de Lanckorona (23 mai 1771), qui oppose un corps confédéré commandé par Dumouriez aux Russes de Souvorov ; les opérations autour de Czestochowa, conquise par les Confédérés, mais reprise par les Russes le 18 août 1772 ; etc.
Sur le plan politique, un événement marquant est, le 3 novembre 1771, la tentative d'enlèvement du roi Stanislas II par les confédérés. Cette opération permet aux ennemis de la Confédération d'intensifier leur propagande sur le thème de « l'anarchie polonaise ». L'Autriche met alors fin à son soutien à la Confédération.
Au terme de la guerre, les Confédérés qui ne se sont pas réfugiés à l'étranger subissent la répression exercée par les Russes.

### La France dans le conflit
La France soutient financièrement les confédérés et leur envoie Charles François Dumouriez, alors colonel. 
Jean-Jacques Rousseau est conquis par la version patriotique idyllique développée par le représentant des confédérés à Paris, Michel Wielhorski, assisté par un officier d'avenir, Józef Zajączek : il écrit ses Considérations sur le gouvernement de Pologne (1771). 
En revanche, la plupart des philosophes, notamment Voltaire, apportent leur soutien à Catherine II, la despote éclairée, représentant à leurs yeux le progrès face à l'obscurantisme polonais.

### Conséquences
Les conférés déposent les armes en août 1772. La Pologne subit alors son premier partage.
Un certain nombre de Polonais prisonniers des Russes sont envoyés en Sibérie avec leurs familles, constituant le premier contingent de déportés polonais dans cette région. D'autres confédérés partent en exil, notamment en France. 

## Jugements sur la Confédération de Bar
Les historiens polonais sont partagés sur l'évaluation du mouvement. Jacek Jędruch (en) (1927-1995) critique une orientation réactionnaire sur les questions de droits civils et de tolérance religieuse. Bohdan Urbankowski (en) (1943) considère la rébellion comme le premier effort militaire sérieux pour rétablir l'indépendance polonaise.